# Asplenium kiangsuense
Asplenium kiangsuense är en svartbräkenväxtart som beskrevs av Ren-Chang Ching och Y.X. Jing. Asplenium kiangsuense ingår i släktet Asplenium och familjen Aspleniaceae. Inga underarter finns listade.